# Liste des guerres de la Turquie
Cette liste regroupe les guerres et conflits ayant vu la participation de la Turquie. Voici une légende facilitant la lecture de l'issue des guerres ci-dessous :
- Victoire turque
- Défaite turque
- Autre résultat (par exemple un traité ou une paix sans un résultat clair, un statu quo ante bellum, un résultat inconnu ou indécis)
- Conflit en cours

## République de Turquie
| Début             | Fin             | Nom du conflit                        | Belligérants | Belligérants | Lieu          | Issue |
| Début             | Fin             | Nom du conflit                        | Alliés (y compris la Turquie) | Ennemis | Lieu          | Issue |
| ----------------- | --------------- | ------------------------------------- | --- | --- | ------------- | --- |
| 19 mai 1919       | 11 octobre 1922 | Guerre d'indépendance turque          | Gouvernement républicain de la Grande assemblée nationale | Royaume de Grèce République démocratique d'Arménie France Royaume-Uni Empire ottoman Royaume d'Italie                                                                        | Asie mineure  | Victoire turque Traité de Lausanne (1923) |
| 25 juin 1950      | 27 juillet 1953 | Guerre de Corée                       | Australie Belgique Canada Colombie Corée du Sud États-Unis Éthiopie France Royaume de Grèce Luxembourg Pays-Bas Nouvelle-Zélande Philippines Thaïlande Turquie Royaume-Uni Afrique du Sud                                                             | Corée du Nord Union soviétique Chine | Corée         | Armistice de Panmunjeom |
| juillet 1974      | août 1974       | Invasion de Chypre (Opération Attila) | Turquie | Chypre Grèce | Chypre        | Victoire turque Partition de Chypre Proclamation de l'État fédéré turc de Chypre ( non reconnu par la communauté internationale car il s'agit d'une occupation militaire illégale selon l'ONU.) |
| août 1984         | —               | Conflit kurde en Turquie              | Turquie | Parti des travailleurs du Kurdistan | Turquie       | en cours |
| 6 mars 1998       | 10 juin 1999    | Guerre du Kosovo                      | Armée de libération du Kosovo OTAN : Allemagne Belgique Canada Espagne États-Unis République tchèque Danemark France Italie Luxembourg Norvège Pays-Bas Portugal Royaume-Uni Turquie                                                                  | RF Yougoslavie | Kosovo        | Résolution 1244 du Conseil de sécurité des Nations unies |
| 7 octobre 2001    | 30 aout 2021    | Guerre d’Afghanistan                  | Afghanistan FIAS : Albanie Allemagne Australie Belgique Canada Croatie Danemark Espagne États-Unis France Italie Lituanie Norvège Nouvelle-Zélande Pakistan Pologne Portugal République tchèque Roumanie Royaume-Uni Suède Turquie                    | Talibans Réseau Haqqani Al-Qaïda Mouvement islamique d'Ouzbékistan Hezb-e-Islami Gulbuddin Lashkar-e-Toiba Jaish-e-Mohammed Hizbul Mujahideen (en) Tehrik-e-Taliban Pakistan | Afghanistan   | Victoire des Talibans |
| 19 septembre 2014 | —               | Guerre contre l'État islamique        | Coalition internationale : Allemagne Arabie saoudite Australie Bahreïn Belgique Canada Danemark Égypte Émirats arabes unis Espagne États-Unis France Irak Italie Jordanie Koweït Liban Nouvelle-Zélande Pays-Bas Qatar Royaume-Uni Turquie Syrie Iran | État islamique | Syrie et Irak | en cours |